# Thijs van Pol
Thijs van Pol (Helmond, 20 juni 1991) is een Nederlands voetballer die doorgaans als aanvaller speelt.

## Carrière
Thijs van Pol speelde voor amateurclubs SV Deurne, SV Someren, VV Gemert voor hij in 2016 bij profclub FC Oss ging spelen. Hij maakte zijn debuut in het betaalde voetbal op 25 november 2016, in de met 4-2 gewonnen thuiswedstrijd tegen Jong FC Utrecht. Hij kwam in de 88e minuut in het veld voor Tom Boere. In 2018 vertrok hij naar VV Gemert. Medio 2020 gaat hij naar FC Wezel Sport. In januari 2021 ging hij naar K. Berg en Dal VV..

### Statistieken
| Seizoen                        | Club           | Land           | Competitie     | Competitie | Competitie | Beker | Beker | Totaal | Totaal |
| Seizoen                        | Club           | Land           | Competitie     | Wed.       | Dlp.       | Wed.  | Dlp.  | Wed.   | Dlp.   |
| ------------------------------ | -------------- | -------------- | -------------- | ---------- | ---------- | ----- | ----- | ------ | ------ |
| 2016/17                        | FC Oss         | Nederland      | Eerste divisie | 7          | 0          | 0     | 0     | 7      | 0      |
| 2017/18                        | FC Oss         | Nederland      | Eerste divisie | 13         | 3          | 1     | 0     | 14     | 3      |
| Carrièretotaal                 | Carrièretotaal | Carrièretotaal | Carrièretotaal | 20         | 3          | 1     | 0     | 21     | 3      |
| Bijgewerkt op 22 februari 2019 |                |                |                |            |            |       |       |        |        |

1 Belkouch ·
2 Antonio ·
3 Joosten ·
5 Quintiens ·
6 Alessandro ·
7 D'hondt ·
8 Opdekamp ·
9 Van Pol ·
11 Oilil ·
12 Dragomir ·
13 Hannes ·
16 Hoebergs ·
17 Van Roy ·
19 Maesen ·
20 Heylen ·
21 El Ansri ·
22 Neuts ·
23 Convents ·
24 Pinto ·
25 Toussaint ·
27 Ventose ·
28 Verbeek ·
Coach: Janssens